# Mosquée de Sheikh Magribija
La mosquée de Sheikh Magribija, également connue sous le nom de Magribija, est située en Bosnie-Herzégovine, sur le territoire de la Ville de Sarajevo. Construite en 1538 et 1565, elle est inscrite sur la liste des monuments nationaux de Bosnie-Herzégovine.